# 蔵王権現

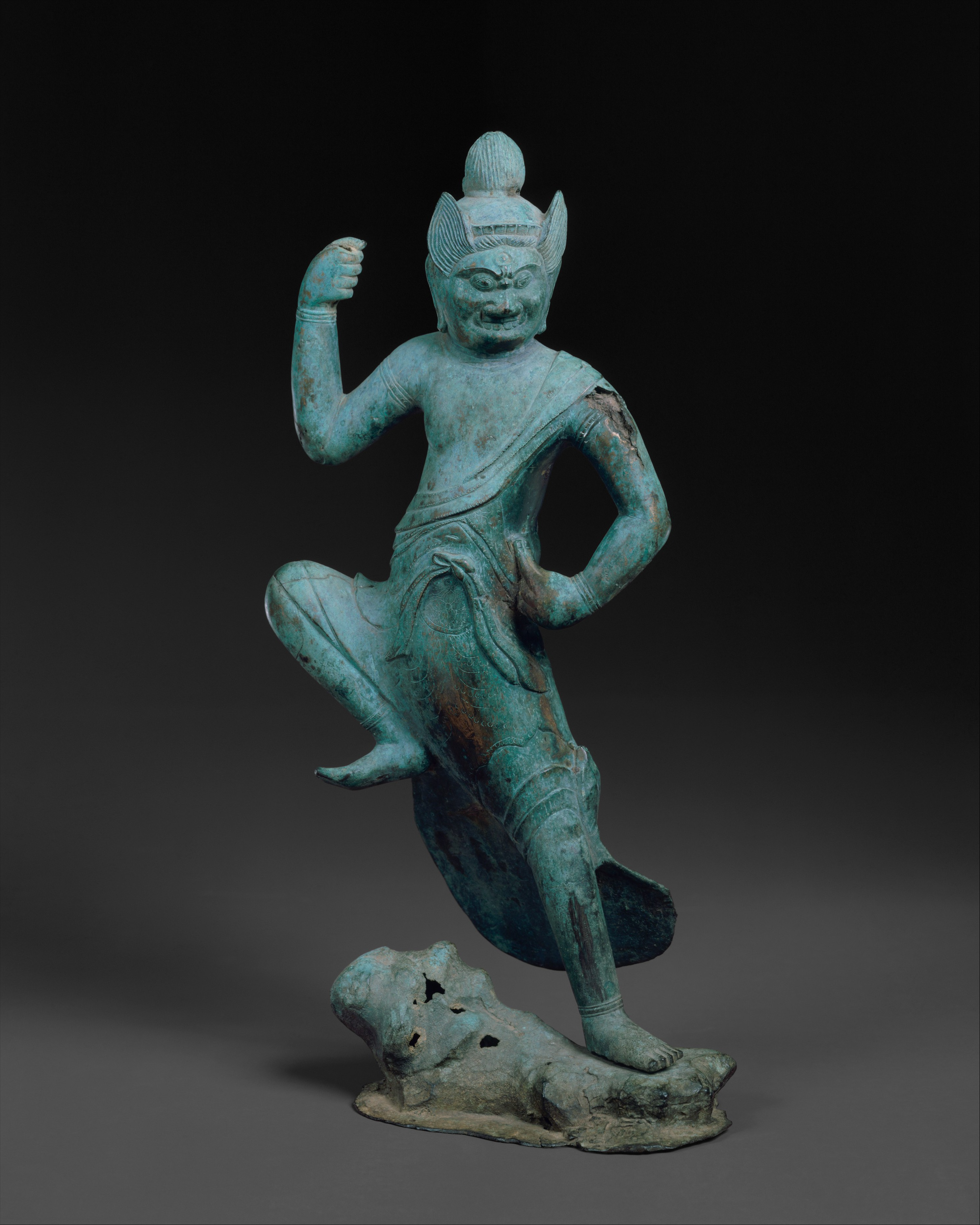
銅造蔵王権現立像 メトロポリタン美術館蔵 平安時代（11世紀）

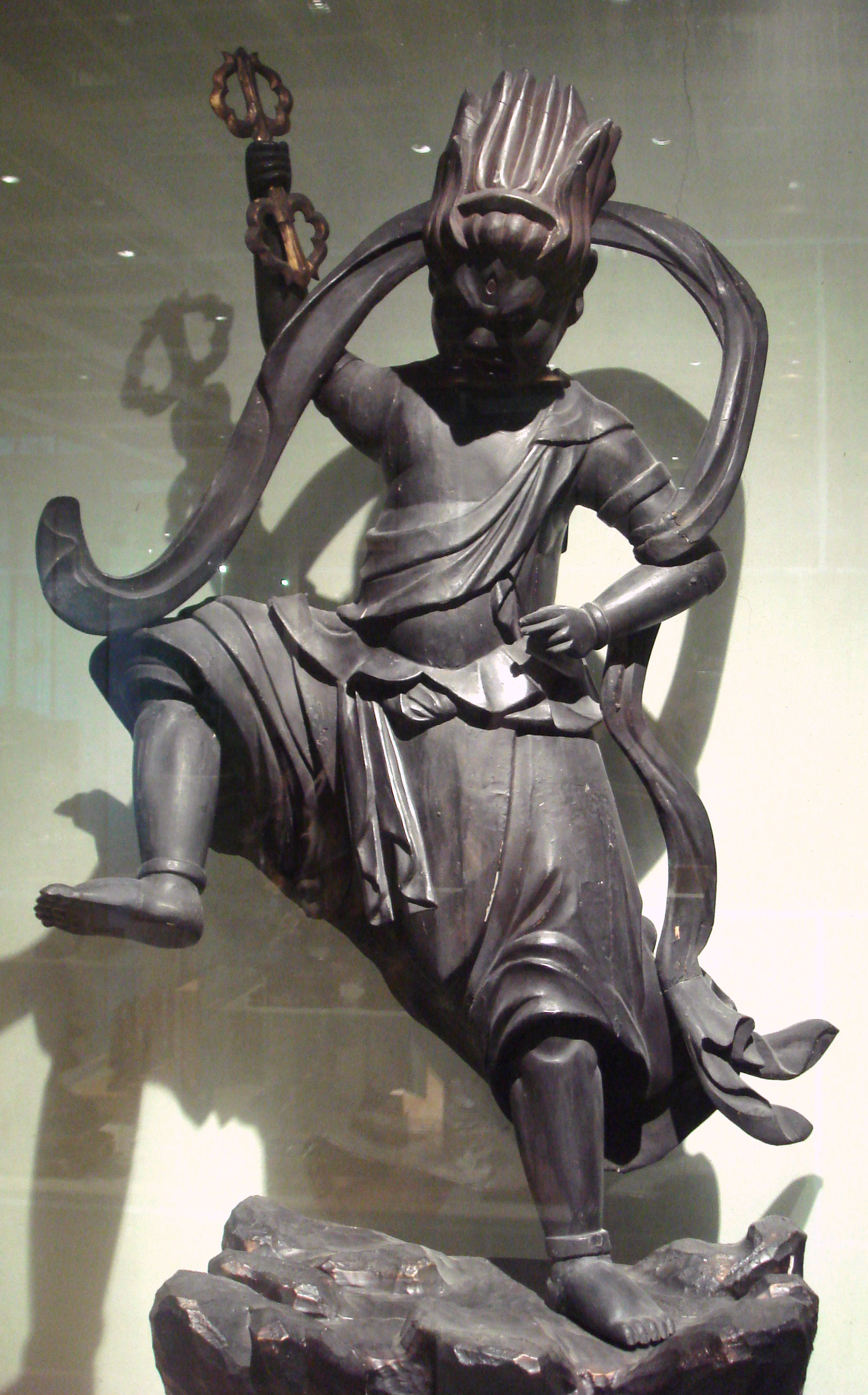
蔵王権現（ギメ東洋美術館）

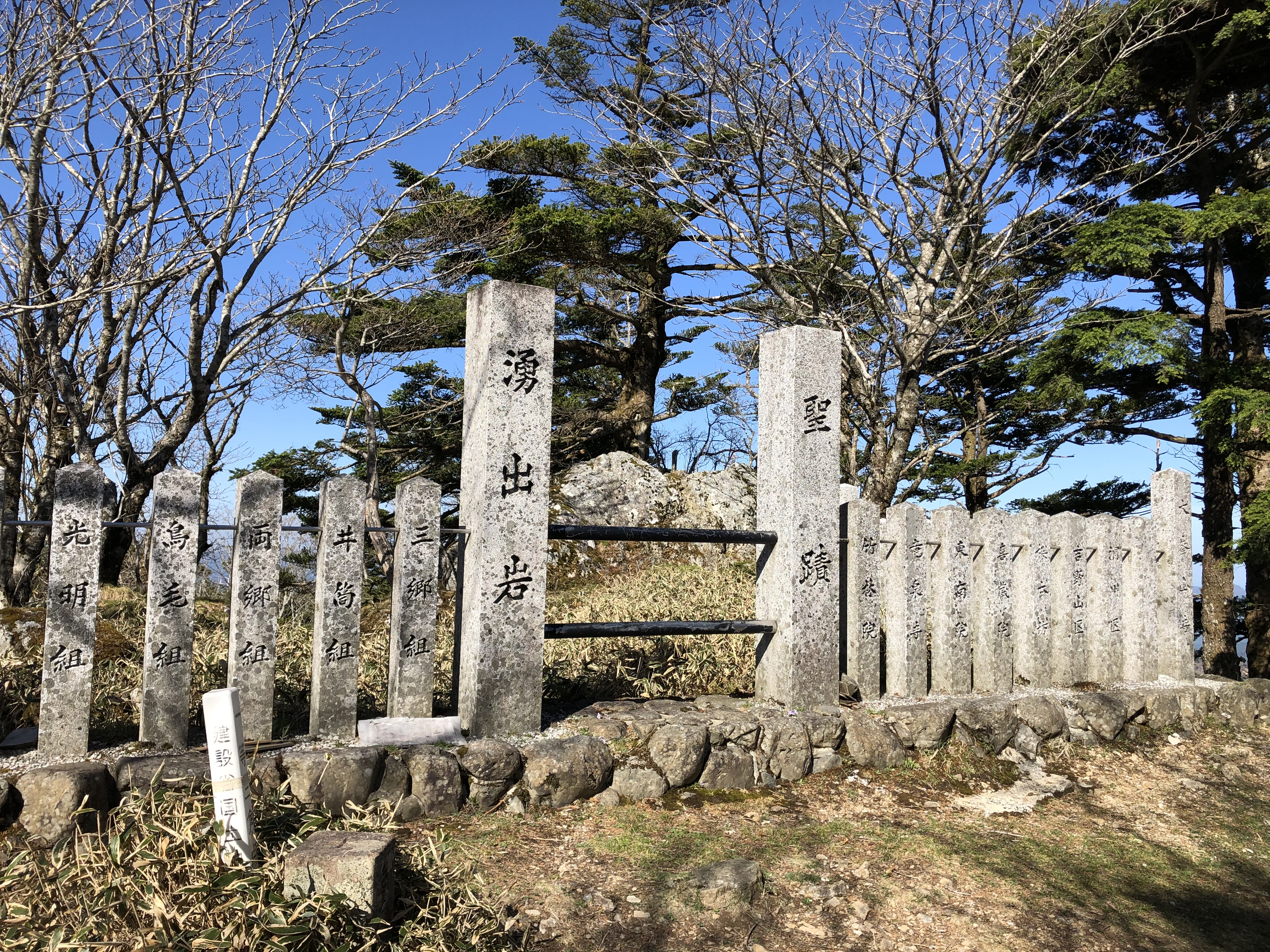
湧出岩（山上ヶ岳）

蔵王権現（ざおうごんげん）は、日本独自の山嶽仏教である修験道の本尊である。正式名称は金剛蔵王権現（こんごうざおうごんげん）、または金剛蔵王菩薩（こんごうざおうぼさつ）。インドに起源を持たない日本独自の仏で、奈良県吉野町の金峯山寺本堂（蔵王堂）の本尊として知られる。「金剛蔵王」とは究極不滅の真理を体現し、あらゆるものを司る王という意。権現とは「権（かり）の姿で現れた神仏」の意。仏、菩薩、諸尊、諸天善神、天神地祇すべての力を包括しているという。

## 縁起
蔵王権現は、役小角が、吉野の金峯山で修行中に示現したという伝承がある。釈迦如来、千手観音、弥勒菩薩の三尊の合体したものとされ、今でも吉野山の蔵王堂には互いにほとんど同じ姿をした三体の蔵王権現像が並んで本尊として祀られている。
神仏習合の教説では安閑天皇（広国押建金日命）と同一の神格とされたため、明治時代の神仏分離の際には、本山である金峯山寺以外の蔵王権現を祀っていた神社では祭神を安閑天皇としたところも多い。
また神道において、蔵王権現は国常立尊、大己貴命、少彦名命、日本武尊 、金山毘古命等と習合し、同一視された。その為蔵王権現を祭る神社では、主に上記の5組の神々らを祭神とするようになった。
また、中世出雲大社の祭神スサノオが鰐淵寺の本尊蔵王権現と同体とされていた。

## 蔵王権現像

### 尊容
蔵王権現の像容は密教の明王像と類似しており、激しい忿怒相で、怒髪天を衝き、右手と右脚を高く上げ、左手は腰に当てるのを通例とする。右手には三鈷杵を持ち左手は刀印を結び、左足は大地を力強く踏ん張って、右足は宙高く掲げられている。その背後には火炎が燃え盛る。図像上の最も顕著な特色は右足を高く上げていることで、このため、彫像の場合は左脚1本で像全体を支えることになるか、右脚をつっかえ棒で支えている。また単に高く掲げられたように見える右足は、実は虚空を踏んでいるのだという解釈もある。ただし、京都・広隆寺像のように両足を地に付けている像もある。逆に、左手、左足を上げた姿もある。
代表作として、鳥取県・三仏寺奥院（投入堂）の本尊像（平安時代、重文）が挙げられる。

### 姿形の意味
右手の三鈷杵は天魔を粉砕する相を示し、左手の刀印は一切の情欲や煩悩を断ち切る利剣を示す。左足の踏みつけは地下の悪魔を押さえつけており、右足の蹴り上げは天地間の悪魔を払っている姿、背後の炎は大智慧をあらわしている。

### 歴史
役小角自体が伝説的な人物であり、蔵王権現像の製作が実際にいつ頃から始まったのかは判然としない。滋賀・石山寺には、本尊・如意輪観音の両脇侍として「金剛蔵王像」と「執金剛神像」が安置されていた。これらの像は、正倉院文書によれば天平宝字6年（762年）制作されたものであるが、正倉院文書には両脇侍の名称を「神王」としており、「金剛蔵王」の名称は平安時代の記録に初めて現れる。これらの像のオリジナルは現存していないが、「金剛蔵王像」の塑像の心木が現存しており、右手と右脚を高く上げた姿は、後世の蔵王権現像と似ている。
吉野から出土した、国宝の「鋳銅刻画蔵王権現像」（東京・西新井大師総持寺蔵）は、銅板に線刻で蔵王権現などの諸仏を表したもので、長保3年（1001年）銘があり、この頃までには蔵王権現の図像も確立していたことが分かる。

## 蔵王山
宮城県と山形県との県境にある日本百名山の蔵王連峰（蔵王山）は、古くは刈田嶺（かったみね、かったね、かりだのみね）、または、不忘山（わすれずのやま）と呼ばれていた山岳信仰および歌枕の山であったが、吉野から蔵王権現が勧請され、平安時代には修験者が修行するようになったため蔵王山とも呼ばれるようになったとされる。
江戸時代になると、刈田岳にある「蔵王大権現社」に参詣する庶民で賑わうようになり、積雪のため参詣できない冬季には東麓の「蔵王大権現御旅宮」（宮城県刈田郡蔵王町遠刈田温泉）に季節遷座するようになった。
明治維新期の廃仏毀釈の中、「蔵王大権現社」および「蔵王大権現御旅宮」はそれぞれ刈田嶺神社（奥宮）および刈田嶺神社（里宮）となり、遷座する祭神も「蔵王大権現」から「天水分神」および「国水分神」の2柱となってしまったが、参詣の風習は昭和初期まで続いた。このように修験者から庶民へと信者の主体が変化したことで、「蔵王山」という名称が刈田嶺や不忘山を凌駕して定着した。
他方、蔵王連峰の現・山形県側では熊野信仰が盛んであり、蔵王連峰の主峰・熊野岳（現・山形県山形市）にあった熊野神社を中心に西麓の2社と合わせて三社一宮で信仰を集めた。
新日本観光地百選により蔵王山が観光地として注目されたため、山形県側では様々なものを「蔵王」に改称することが流行り、熊野神社も1952年（昭和27年）に蔵王山神社に改称した（参照）。

## 全国の主な蔵王権現
- 金峯山寺（奈良県吉野郡） - 木造蔵王権現立像（重要文化財）
- 如意輪寺（奈良県吉野郡吉野町） - 木造蔵王権現立像（嘉禄2年（1226年）、重要文化財）慶派の源慶、能慶作。
- 石鎚山 - 石鈇山横峰寺（愛媛県西条市） - 木造蔵王権現像（本堂右脇仏）。石鎚山極楽寺（同） - 石鎚山金剛蔵王大権現/龍王吼/無畏宝吼（蔵王殿本尊）[9]  -  龍青山善覚寺（福岡県直方市） - 石鎚大権現立像（本尊秘仏） - 大福寺 (西条市)(秘仏脇佛：湯殿大権現•御前立佛：石鎚大権現)

その他については御嶽神社を参照。
- 牛ヶ峰蔵王権現 - かつて「山陰三権現」のひとつとされた、兵庫県・鳥取県の県境の山[10][11]。
- 大井蔵王権現神社（東京都品川区）

## 真言・種字
- オン・バキリュウ・ソワカ (通常呪)[12]
- オン・バサクシャ・アランジャ・ソワカ [12]
- 金剛蔵王権現真言:　オン・バサラ・クシャ・アランジャ・ウン・ソワカ

種字は हूं (ウン、hūṃ)。

## 蔵王権現を扱った作品
- 嵐山 (能) - 蔵王権現が登場する能の作品
- 国栖(能) - 蔵王権現が登場する
- 花笠音頭  - 歌詞の中に蔵王権現が登場する